# Renisania
Renisania là một chi bướm đêm thuộc họ Noctuidae.